# Loyach
El riu Loyach o riu Irak, és un curs fluvial de la província de Sind, al Pakistan. Neix a 25° 20′ N, 67° 45′ E / 25.333°N,67.750°E a les muntanyes Hathul, entre Karachi i Sehwan. Corre en direcció sud-est uns 65 km i desaigua al llac Kanjar a 24° 53′ N, 68° 06′ E / 24.883°N,68.100°E.